# ميس كوري
ميس كوري (الاسم العلمي:Celtis koraiensis) هو نوع من النباتات يتبع جنس الميس من الفصيلة القنبية.